# Oldman (fiume)
L'Oldman è un fiume del Canada lungo 362 km.
Nasce in Alberta nelle Montagne Rocciose Canadesi, attraversa Lethbridge e presso Grassy Lake unisce le sue acque a quelle del fiume Bow con il quale dà vita al fiume South Saskatchewan.
Ha un bacino di circa 26.700 km2, ed una portata di 95 m³/s.
I suoi principali affluenti sono i fiumi Livingstone, Crowsnest, Castle, Waterton, Belly e St. Mary